# 孟加拉蘇丹國-謬烏王國戰爭
孟加拉蘇丹國-謬烏王國戰爭，是發生在1512年-1516年兩國在16世紀早期的衝突。

## 背景
在重新征服阿拉干之後，謬烏王國成為孟加拉蘇丹國的保護國。到了16世紀，謬烏多次挑戰孟加拉國的霸權並宣布獨立。包括吉大港在內的孟加拉東南部經常受到若開人的統治。

## 衝突
孟加拉蘇丹國的阿拉烏丁·胡塞因沙在1512年入侵該地區，戰爭持續了四年，直到1516年，當時謬烏承認孟加拉對吉大港和阿拉干北部的主權，由於衝突，謬烏再次成為孟加拉蘇丹國的附庸。